# Hans Brentel der Jüngere
Hans Brentel der Jüngere (eigentlich Johannes Brentel; * 8. August 1578 in Lauingen; † 1626 ebenda) war ein schwäbischer Kartenmaler und Spielmann. Er war ein Sohn des Kartenmalers Hans Brentel und älterer Bruder des Malers und Sonnenuhrenschöpfers Georg Brentel des Jüngeren.

## Leben
Hans Brentel lernte sein Handwerk von seinem Vater. Am 26. Juni 1599 heiratete er Margaret Lautenschlager aus Lauingen. Seit diesem Zeitpunkt war er steuerpflichtig und wohnte bis 1612 in der Kornhausgasse. 1614–1615 wohnte er in der Bitterlinsgasse und seit 1616 Uffm Markt. Auffallend bei ihm ist die musikalische Begabung: Neben seinem Hauptberuf als Kartenmaler war er Spielmann. Die musikalische Begabung vererbte er an alle seine vier Söhne, die auch Musikanten wurden.

## Kinder
Mit der Ehefrau Margaret, geb. Lautenschlager:
- Martin (* 1. November 1601 in Lauingen; † 1630/31 ebenda)
- Hans (* 11. August 1604 in Lauingen; † 1629 ebenda)
- Georg genannt Jerg (* 13. November 1605 in Lauingen; † 25. Dezember 1644 ebenda)
- Michael (* 22. September 1608 in Lauingen; † vor 11. Mai 1668 in Nördlingen)